# Eroticline Awards
Les Eroticline Awards (ou Erotixxx Award ou eLine Award) étaient des récompenses cinématographiques allemandes destinées à l'industrie du film pornographique de 2005 à 2009 en remplacement des Venus Awards.

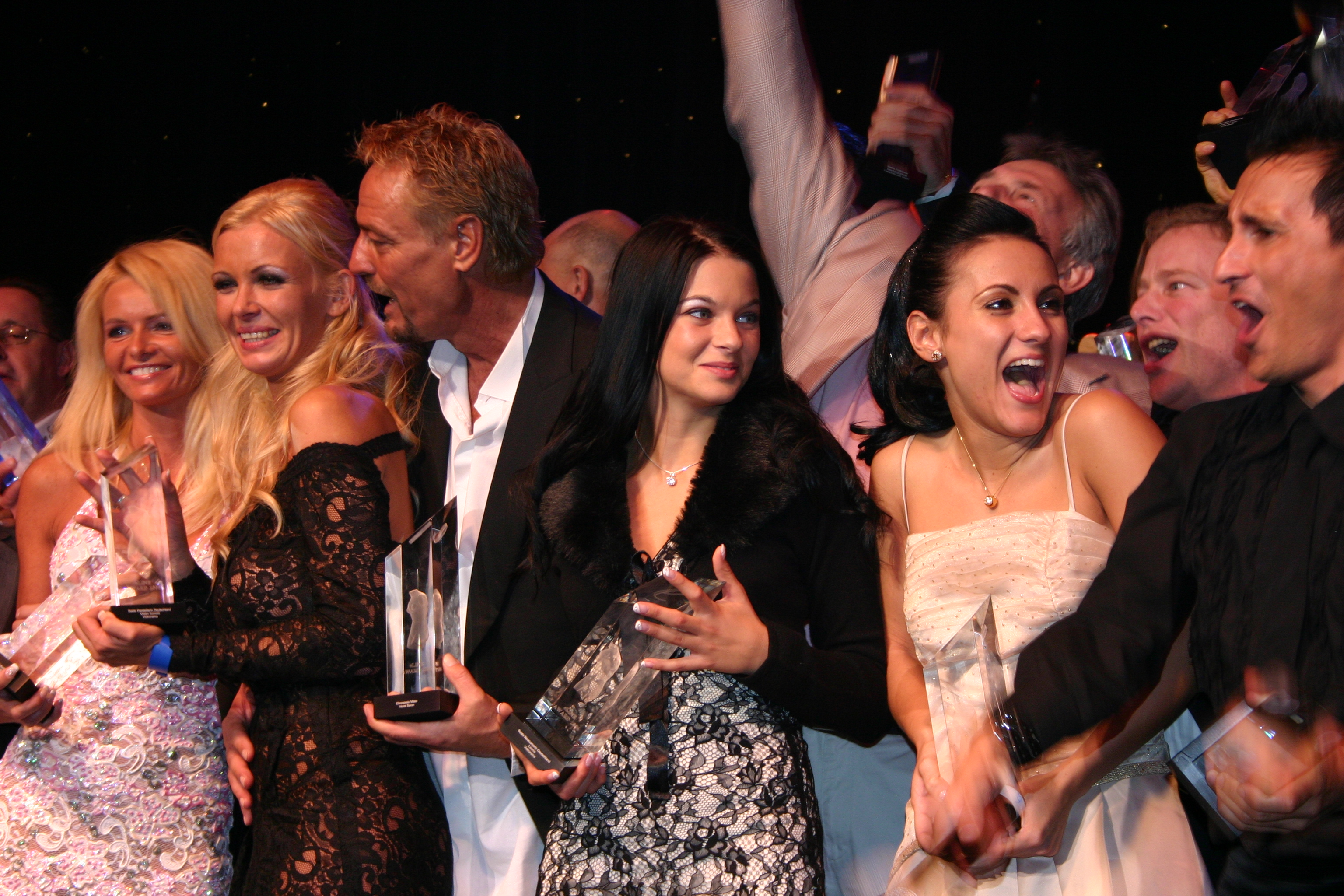
Eroticline Award 2006

## 2005
- Bester Film International: Robinson Crusoe on Sin Island
- Bester Film Deutschland: Der Boss
- Bester Gay-Film: Rising Sun
- Beste Serie: Straßenflirts
- Beste Regie International: Mario Salieri
- Bester Regie Deutschland: John Thompson
- Bester Gay-Darsteller: Cameron Jackson
- Beste Darstellerin USA: Savanna Samson
- Beste Darstellerin Europa: Renee Pornero
- Beste Darstellerin Deutschland: Vivian Schmitt
- Bester Darsteller International: Rocco Siffredi
- Bester Darsteller Deutschland: Tobi Toxic
- Beste Newcomerin National: Jana Bach
- Beste Newcomerin International: Brigitte Bui
- Beste Partnerprogramm: PartnerID.com
- Bestes Jugendschutzsystem: ueber18.de
- Bestes Erotik Portal: Fundorado.com

## 2006
- Bestes jugendfreies Angebot: SQ-Girls.de
- Bester Film International: Sex City
- Bester Film Deutschland: String Tanga
- Beste Serie Deutschland: Popp oder Hopp
- Beste Regie international: Tom Byron
- Beste Regie Deutschland: Nils Molitor
- Bester Darsteller International: Tommy Gunn
- Bester Darsteller Deutschland: Conny Dachs
- Beste Newcomerin international: Roberta Missoni
- Beste Darstellerin international: Poppy Morgan
- Beste Darstellerin USA: Jessica Drake
- Beste Newcomerin Deutschland: Leonie Saint
- Beste Darstellerin Deutschland: Jana Bach, Vivian Schmitt
- Innovativstes Onlineprodukt: PrivateOnly.com
- Ehrenpreis Branche: Tobias Huch
- Ehrenpreis Darsteller: Horst Baron
- Ehrenpreis Darstellerin: Sai-Tai Tiger
- Special Award 2006: Ralf Dormann
- Bestes Erotik Portal: Fundorado.com

## 2007
- Beste Video-on-Demand Plattform: BLUVISTA.tv
- Bestes Newcomer Portal: erotik1.de
- Innovativstes Toy-Produkt: Waver
- Bester Deutscher Film: Cabaret (Magmafilm)
- Bester Europäischer Film: The Sexual Adventures of Little Red (Private Media Group)
- Bester US Film: Debbie Does Dallas... Again (Vivid)
- Beste Deutsche Serie: Kommst Du Mit? (INO GmbH)
- Beste Internationale Serie: Ass Drippers – Paradise Film
- Bester Interaktiver Film: InTERActive – Hustler Europe & Teravision
- Beste Gonzo Serie: Max Hardcore – Shots Media
- Bester High-Budget Film: Xcalibur – Woodman Entertainment
- Bester Adult Film for Women: Five Hot Stories For Her – Thagson
- Bester German Director: Nils Molitor - Magmafilm
- Bester International Director: Hervé Bodilis – Marc Dorcel
- Bester R-rated/Adult Film: Black Worm – Pulpo/Media Entertainment Establishment
- Beste Manga Series: Trimax
- Bester Deutscher Newcomer: Mandy Blue
- Bester Internationaler Newcomer: Carmen Hart
- Beste Deutsche Darstellerin: Leonie Saint
- Bester Deutscher Darsteller: Carlo Minaldi
- Bester Internationaler Darsteller: Greg Centauro
- Beste Europäische Darstellerin: Yasmine
- Beste US Darstellerin: Jesse Jane
- European Adult Life Style Award: Larry Flynt
- Ehrenaward Online/Offline: Tobias Huch
- Bestes Erotik Portal: Fundorado.com
- Beste Video-on-Demand Plattform: BLUVISTA.tv
- Bestes Newcomer-Portal: erotik1.de
- Bester Kundensupport: privat-akt.com

## 2008
- Beste Video-on-Demand Plattform: BLUVISTA.tv
- Bester Amateur-Newcomer: Yüksel D. (Gina-Lisa-Sextape)
- Bester Film Deutschland: Küche, Kiste, Bett – Heavy Dreams
- Bester High Budget Film: Casino - No Limit (Marc Dorcel)
- Bester Feature Film Europa: Dog World (Thagson)
- Bester Feature Film USA: Roller Dollz (Zero Tolerance)
- Bester Regisseur Deutschland: Karl Berg (INO GmbH)
- Bester Regisseur Europa: Hervé Bodilis (Marc Dorcel)
- Bester Regisseur USA: Robby D. (Digital Playground)
- Beste Serie Deutschland: Die Luders (Goldlight)
- Beste Serie Europa: Virtual Sex with... (Playhouse)
- Beste Serie USA: Barely Legal (Hustler)
- Bester Film Europa: Casino - No Limit (Marc Dorcel)
- Bester Film USA: Cry Wolf (Vivid)
- Bester Cross Over Star 2008 Deutschland: Jana Bach
- Bester Cross Over Star 2008 International: Roberta Missoni
- Beste Newcomerin Deutschland 2008: Annina Ucatis (Magmafilm / Blue Movie)
- Beste Newcomerin Europa 2008: Greta Martini (Goldlight)
- Beste Newcomerin USA 2008: Stoya (Digital Playground)
- Award for Outstanding Achievements: Jessica Drake (Wicked Pictures)
- Beste Darstellerin Deutschland: Tyra Misoux (Magmafilm)
- Beste Darstellerin Europa: Yasmine (Marc Dorcel)
- Beste Darstellerin USA: Jesse Jane (Digital Playground)
- Bester Darsteller International: Randy Spears (Wicked Pictures)
- Bester Darsteller Deutschland: Greg Centauro (Paradise Film)
- Beste Softcore Video-on-Demand Site: Erotic Lounge
- Beste Softcore Video-on-Demand Site: Erotic Lounge: www.erotic-lounge.com
- Innovativstes online VIP Marketing: mariamiacam.com + WebcamgirlJulia.com

## 2009
- Bester Regisseur Europa: Hervé Bodilis (Marc Dorcel)
- Bester Regisseur USA: Joone (Digital Playground)
- Beste Serie Deutschland: Nachbarin Gerda (Videorama)
- Beste Serie International: This Ain´t... (Hustler)
- Bester Amateur Serie Deutschland: Traut Euch (Muschi Movie/INO GmbH)
- Beste Amateur Serie International: Real Punting (LoadXXX)
- Beste Reality Serie: Dominiques Fuck Akademie (Magmafilm)
- Bester Deutscher Film: Black and White 4U (Paradise Film)
- Bester Europäischer Film: Ritual (Marc Dorcel)
- Bester Feature Film: Die Waffen einer Frau (Goldlight Film)
- Bester Film USA: Pirates II: Stagnetti’s Revenge (Digital Playground)
- Bester Gay Film: Trained To Obey (A2Z-Distribution)
- Beste Gay Series 2009: Triga (LoadXXX)
- Bester Darsteller: Porn Fighter Long John
- Beste Darstellerin Serie: Vanessa Jordin (Muschi Movie)
- Beste Darstellerin Reality: Jae (JAE1)
- Bester Cross-Over-Star 2009: Maria Mia
- Bester Deutscher Newcomer: Jasmine la Rouge (eroticplanet)
- Bester Internationaler Newcomer: Janine Rose (Muschi Movie)
- Beste Deutsche Darstellerin: Vivian Schmitt (Videorama)
- Beste Europäische Darstellerin: Tarra White(Marc Dorcel)
- Beste Internationale Darstellerin: Mandy Bright (eroticplanet)
- Rising Star 2009: Wanita Tan (Magmafilm)
- Pornstar of the Year 2009: Jana Bach (Inflagranti)
- Bestes RedLightPortal 2009: BERLINintim

## 2010
- Best Amateur Actress: Sexy Cora
- Best International Actress: Tarra White
- Best Amateur Newcomer: Lexis Note Brown
- Rising Star: Lena Nitro
- Bester Darsteller: Titus Steele
- Best Live-Act: Maria Mia
- Bester Film: Body Heat (Digital Playground)
- Beste Film Serie JAE von JAE1
- Pornstar of the Year: Sharon da Vale
- Best German Newcomer: Mia Magma
- Best European Amateur Actress: Kattie Gold
- Best German Actress: Jasmine la Rouge
- Best European Actress: Black Angelika
- Best US Actress: Kayden Kross
- Best Marketing Team: ORION
- Award für außergewöhnliche Leistung für die Industrie: Nick Orlandino